# Стари (Латвия)
Стари (латыш. Stari) — населённый пункт в Гулбенском крае Латвии. Административный центр Даукстской волости. Расстояние до города Гулбене составляет около 13 км. По данным на 2015 год, в населённом пункте проживало 288 человек. Есть волостная администрация, почтовое отделение, фельдшерский и акушерский пункт, кафе, магазин. Рядом проходит железнодорожная линия Плявиняс — Гулбене, расстояние до платформы Элсте около 3 км.

## История
В советское время населённый пункт был центром Даукстского сельсовета Гулбенского района. В селе располагался колхоз «Стари».